# Hannbaumbach
Der Hannbaumbach ist ein Bach in Niederösterreich und Wien. Er ist ein Zubringer des Mauerbachs.

## Verlauf
Der Hannbaumbach hat eine Länge von 1340 m bei einer Höhendifferenz von 151 m. Sein Einzugsgebiet ist 0,2 km² groß.
Der Bach bildet fast auf seiner gesamten Länge die Grenze zwischen Niederösterreich und Wien, zwischen der Marktgemeinde Mauerbach und der Siedlung Augustinerwald, die zum Bezirksteil Hadersdorf des 14. Wiener Gemeindebezirks Penzing gehört. Er verläuft entlang der Hannbaumstraße und mündet schließlich bei der Hohe-Wand-Gasse rechtsseitig in den Mauerbach.
Beim Hannbaumbach besteht eine geringe Gefahr von Überflutungen. Im Fall eines Jahrhunderthochwassers sind in geringem Ausmaß Infrastruktur, jedoch keine Wohnbevölkerung betroffen.

## Geschichte
Hannbaum ist ein historischer Flurname.